# Живой Магороку
Живой Магороку (яп. 生きてゐる孫六, Ikite iru Magoroku) — японский чёрно-белый драматический фильм 1943 года. Картина является второй работой в карьере японского режиссёра Кэйсукэ Киноситы и повествует о конфликте традиционализма и прагматизма в условиях Второй мировой войны.

## Производство
«Живой Магороку» является вторым фильмом в карьере Кэйсукэ Киноситы, работу над которым он начал сразу после окончания съёмок его дебютной картины «Порт в цветах». К созданию фильма Киносита приступил в условиях принятых правительством во второй половине 1930-х годов цензурных ограничений в сфере кинематографа, в соответствии с которыми японские режиссёры в своих работах были обязаны представлять крепкую семейную ячейку как основу японского общества, подчёркивать важность сельскохозяйственных работ, а также в обязательном порядке показывать на экране военных императорской армии, по возможности избегая натуралистичной и преувеличенной демонстрации ужасов войны.

## Сюжет
Действие фильма разворачивается в Милитаристской Японии на земельном участке в пределах плато Микатагахара, которым владеет знатная семья Онаги. Представители семьи Онаги строго соблюдают перенятую от их предков традицию — не обрабатывать принадлежащую им землю, так как по их мнению это может потревожить души войнов, павших здесь в 1573 году в ходе битвы при Микатагахаре. Однако после вступления Японии во Вторую мировую войну земельные владения Онаги были отданы в распоряжение армии, которая для удовлетворения своих продовольственных нужд заставила семью Онаги засеять данный участок сельскохозяйственными культурами. Недовольство, и без того суеверных, членов семьи Онаги выросло до предела, когда один из солдат нашёл на участке старинный меч, выкованный в XVI веке известным кузнецом Магороку Канемото.

## Актёрский состав
- Кэн Уэхара
- Аяко Кацураги
- Мицуко Ёсикава
- Куруми Ямабато[вд]
- Ясуми Хара[яп.]
- Тосио Хосокава[яп.]
- Рэикити Кавамура[фр.]
- Токусабуро Мияко
- Кунико Игава[фр.]
- Такэси Сакамото
- Фумико Окамура[фр.]
- Масами Маэхата
- Кодзи Кавабэ
- Хирокадзу Ямамото
- Дзюн Йокояма[яп.]
- Цутому Хасимото
- Сэйити Судзуки[фр.]

## Оценки
Джордан Кронк из Slant Magazine, наряду с первыми пятью фильмами Киноситы, отнёс «Живого Магороку» к картинам, представляющим «образец кинематографической грации и утончённости», особо отметив сцены баталий, которые, по его мнению, своей проработкой превзошли подобные сцены в ранних фильмах Акиры Куросавы.
Обозреватель журнала Sight & Sound Александр Джейкоби, отметил сходство между вступлением «Живого Магороку» (где при помощи операторской работы Хироси Кусуды Киносита провёл параллель между участником битвы при Микатагахаре и современным солдатом японской армии) и практически идентичной сценой из снятого годом позже британского фильма «Кантерберийская история», на основании чего он сделал вывод о том, что показанный в фильме милитаризм японского населения после начала мировой войны был не самобытным явлением, а всего лишь следованием общемировому тренду по сплочению жителей воюющих стран вокруг военной сферы в своём государстве.